# 성절 자음
성절 자음(成節子音, syllabic consonant)은 스스로 음절의 핵을 이루는 자음이다. 영어 단어 ‘rhythm’, ‘button’, ‘bottle’의 자음 m, n, l이나 광둥어 단어 ‘五’(월병: ng5)의 자음 ng 등이 성절 자음의 예이다. 국제 음성 기호에서 성절 자음은 자음 글자 밑에 작은 세로줄 ⟨U+0329 ̩ combining vertical line below⟩을 구별 부호로 붙여서 나타낸다. 자음 글자가 아래로 길다면 글자 위에 세로줄 ⟨U+030D ̍ combining vertical line above⟩을 붙여서 나타내기도 한다. 예를 들면 [m̩], [ŋ̍]과 같다.
대부분의 언어에서 성절 자음은 비음이나 유음 따위의 공명음이다. 일반적인 단어에 파열음이나 마찰음 따위의 장애음이 성절 자음으로 나타나는 경우는 드물다.

## 예시

### 게르만어파
고지 독일어에서 동사의 부정사나 여성명사 끝에 오는 -en은 성절 비음으로 발음된다. 예컨대 고지 독일어 ‘laufen’(걷다)는 [ˈlaʊfn̩]으로 발음되며 어떤 방언에서는 심지어 [ˈlaʊfɱ̍]으로 발음하기도 한다. ([ɱ̍]은 [f]와 같은 위치에서 조음되는 순치 비음이다.)

### 슬라브어파
체코어와 슬로바키아어에는 성절 자음 [r̩]과 [l̩]이 나타난다. ‘Strč prst skrz krk’(목구멍 안에 손가락을 찔러넣어라)라는 유명한 문장에 성절음 [r̩]이 잘 드러나 있다. 슬로바키아어는 모음의 장단음을 구분하는데 성절 자음의 장단음도 구분하는 점에서 특이하다. 슬로바키아어 정서법에서 [r̩, l̩]의 장음은 각각 ‹ŕ›, ‹ĺ›로 적는다. ‘kĺb’ [kɫ̩ːp] (관절), ‘vŕba’ [ˈvr̩ːba] (버드나무) 등의 단어에 나타난다. 체코어에는 [m̩, n̩]도 나타난다. ‘sedm’ [sedm̩~sedn̩] (일곱) 따위가 그 예이다.

### 중국어파
광둥어에는 혼자서 음절을 이루는 성절 비음 m([m̩])과 ng([ŋ̍])이 나타난다. 전자는 ‘아니오’라는 뜻의 단어 ‘唔’ [m̭̍]로 가장 흔하게 나타나고 후자는 성조에 따라 ‘五’ [ŋ̬̍] (다섯), 성씨 ‘吳’ [ŋ̭̍], ‘伍’ [ŋ̬̍] 따위의 단어에 나타난다.
민난어에도 [m̩], [ŋ̍]이 나타나며, 성절 자음 홀로 나타나는 음절뿐 아니라 초성 자음과 함께 나타나는 음절도 가능하다. 다음은 그 예이다.
- ‘姆’ (백화자: ḿ, IPA(민난어): [m̩˥˩])
- ‘黃’ (백화자: n̂g, IPA(민난어): [ŋ̍˨˦])
- ‘媒’ (백화자: m̂, IPA(민난어): [hm̩˨˦])
- ‘門’ (백화자: mn̂g, IPA(민난어): [mŋ̍˨˦])
- ‘酸’ (백화자: sng, IPA(민난어): [sŋ̍˦])

### 성절 장애음
베르베르어파, 세일리시어족, 와카시어족, 치마쿰어족 언어들은 일반적인 어휘에 성절 장애음이 나타난다. 세일리시어족에 속하는 누할크어에는 [s̩.pʰs̩] ‘북동풍’, [s̩.χ̍.s̩] 또는 [sχ̍.s̩] ‘물범 지방’, [ɬ̩.q̍ʰ] ‘젖은’, [ť̩.ɬ̩.ɬ̩] ‘마른’,  [nu.jam.ɬ̩.ɬ̩.ɬ̩.ɬ̩] ‘우리는(ɬ̩) 노래하곤(nu.jam.ɬ̩) 했다(ɬ̩.ɬ̩)’ 와 같은 예시가 있다.